# Francesco Selmi
Francesco Selmi nació en Vignola y fue jefe de un laboratorio de química en Módena en 1840 y profesor de farmacología y toxicología de la Universidad de Bolonia en 1867 en donde publicó junto al químico escocés Thomas Graham el primer estudio sistemático de los coloides en particular del cloruro de plata, y el azul de prusia. También escribió una crítica literaria de la Divina Comedia.
Murió en Vignola el 13 de agosto de 1881.